# Wilhelm Franz (Unternehmer)
Wilhelm Franz (* 19. Juli 1913 in Bremen; † 10. April 1971) war ein deutscher Elektroingenieur und Unternehmer. 

## Leben
Nach einer Tätigkeit bei der C. Lorenz AG in Berlin-Tempelhof gründete er 1938 sein eigenes Unternehmen, die „Elektromesstechnik Wilhelm Franz KG“ (EMT Franz), das sich auf die Herstellung spezieller Kontroll- und Messgeräte für die Radio- und Nachrichtentechnik spezialisierte.
Wegen der zunehmenden alliierten Bombenangriffe auf Berlin zog das Unternehmen 1943 nach Schuttertal bei Lahr und kurz danach nach Dingelsdorf am Bodensee um. 1945 zog das Unternehmen erneut nach Lahr um. Nach einer demontagebedingten Pause nahm EMT seine Produktion 1948 schrittweise wieder auf.
Während des Krieges knüpfte Wilhelm Franz Kontakte zu Herstellern von Audiogeräten in der Schweiz (Studer, Thorens). Franz entdeckte eine Marktlücke: Die Konstruktion und Herstellung hochwertiger Plattenspieler für Rundfunkanstalten. Wegen ihrer Qualität und Zuverlässigkeit genießen die EMT-Plattenspieler besonders in Südostasien unter Audiophilen Kultstatus. Außerdem konstruierte er Geräte für den Tonstudiobedarf (Messgeräte, Limiter, Kompressoren und Hallgeräte).
Da keines seiner vier Kinder die Firma EMT nach dem Tod von Wilhelm Franz übernehmen konnte (die Zwillinge Alexander und Anette waren erst 4 Jahre alt, der Sohn Klaus-Wilhelm aus 1. Ehe war bereits verstorben (Selbstmord 1961) und die Tochter Christiane (aus 1. Ehe) war in Frankreich verheiratet), wurde das Familienunternehmen von seiner Frau Hildegard Franz sowie zwei weiteren Geschäftsführern (Erich Vogl, Hans-Peter Kerkemeier) weitergeführt.